# Xã New Market, Quận Scott, Minnesota
Xã New Market (tiếng Anh: New Market Township) là một xã thuộc quận Scott, tiểu bang Minnesota, Hoa Kỳ. Năm 2010, dân số của xã này là 3.440 người.